# Lijst van zwarte gaten
Dit is een lijst van bekende zwarte gaten.
| Afstand in Lichtjaren (±err) | Naam            | Naam            | Massa in zonsmassa's (M☉) | Radius  | Epoche J2000.0    | Epoche J2000.0   | Parallax mas(±err) | Datum van ontdekking | Overige informatie                                      |
| Afstand in Lichtjaren (±err) | Stersysteem     | Zwart Gat       | Massa in zonsmassa's (M☉) | Radius  | Rechte klimming   | Declinatie       | Parallax mas(±err) | Datum van ontdekking | Overige informatie                                      |
| ---------------------------- | --------------- | --------------- | ------------------------- | ------- | ----------------- | ---------------- | ------------------ | -------------------- | ------------------------------------------------------- |
| 3000                         | A0620-00        | A0620-00        |                           |         |                   |                  |                    |                      | dichtstbijzijnde zwart gat                              |
| 6100                         | Cygnus X-1      | Cygnus X-1      | 14,8                      | 20-22   | 19u 58m 21,67595s | 35° 12′ 05,7783″ | 0,539              |                      |                                                         |
| 7800                         | V404 Cygni      | V404 Cygni      | 13                        |         |                   |                  |                    |                      | mogelijk Q-ster                                         |
|                              | GRO J0422+32    | GRO J0422+32    | 2,7                       |         | 04u 21m 42,77s    | 32° 54′ 26,7″    |                    | 5 augustus 1992      |                                                         |
| 25.900                       | Sagittarius A*  | Sagittarius A*  | 4.310.000                 |         | 17u 45m 40,0409s  | −29° 0′ 28,118″  |                    |                      |                                                         |
| 37.000                       | Cygnus X-3      | Cygnus X-3      |                           |         | 20u 32m 25,78s    | 40° 57′ 27,9″    |                    |                      |                                                         |
|                              | XTE J1650-500   | XTE J1650-500   | 3,8-7                     |         |                   |                  |                    |                      |                                                         |
| Ca. 2.500.000                | M31             | P1              | 35.000.000                |         |                   |                  |                    |                      |                                                         |
| Ca. 2.500.000                | M31             | P2              | 11.000.000                |         |                   |                  |                    |                      |                                                         |
| 3.000.000                    | M33 X-7         | M33 X-7         | 15,7                      |         | 09u 55m 50,01s    | 69° 40′ 46,0″    |                    |                      |                                                         |
| 11.500.000                   | M82 X-1         | M82 X-1         |                           |         | 09u 55m 50,01s    | 69° 40′ 46,0″    |                    |                      |                                                         |
|                              | M87             | M87             | 3.500.000.000             | 0,06 pc | 12u 30m 49,42338s | 12° 23′ 28,0439″ |                    |                      |                                                         |
| 5.700.000                    | Phoenix Cluster | Phoenix Cluster | 25.000.000.000            |         | 23u 44m 42s       | −42° 43′ 1″      |                    |                      |                                                         |
| 296.000.000                  | 3C 75           | 3C 75 A         |                           |         | 02u 57m 42,63s    | 6° 01′ 04,8″     |                    |                      |                                                         |
| 296.000.000                  | 3C 75           | 3C 75 B         |                           |         | 02u 57m 42,63s    | 6° 01′ 04,8″     |                    |                      |                                                         |
| 730.000.000                  | 3C 371          | 3C 371          |                           |         | 18u 06m 50,681s   | 69° 49′ 28,11″   |                    |                      | actief sterrenstelsel                                   |
| 750.000.000                  | 4C +37.11       | 4C +37.11       |                           |         | 04u 05m 49,2s     | 38° 03′ 32″      |                    |                      |                                                         |
| 750.000.000                  | 4C +37.11       | 4C +37.11       |                           |         | 04u 05m 49,2s     | 38° 03′ 32″      |                    |                      |                                                         |
|                              | NGC 1313        | NGC 1313 X-1    |                           |         |                   |                  |                    |                      |                                                         |
| NGC 1313 X-2                 | NGC 1313        |                 |                           |         |                   |                  |                    |                      |                                                         |
|                              | HLX-1           | HLX-1           | 1.000.000                 |         | 01u 10m 28,2s     | −46° 04′ 22,2″   |                    |                      |                                                         |
| 3.500.000.000                | OJ 287          | OJ 287          | 18.000.000.000            |         | 08u 54m 48,9s     | 20° 06′ 31″      |                    |                      | op 5 na meest massieve                                  |
|                              | NGC 4889        | NGC 4889        | 21.000.000.000            |         |                   |                  |                    |                      | momenteel een van de meest massieve zwarte gaten bekend |
| 12.000.000.000               | APM 08279+5255  | APM 08279+5255  | 23.600.000.000            |         | 08u 31m 41,70s    | 52° 45′ 16,8″    |                    | 1998                 | momenteel het meest massieve zwart gat bekend           |
|                              | 1ES 2344+514    | 1ES 2344+514    |                           |         |                   |                  |                    |                      |                                                         |
|                              | AP Lib          | AP Lib          |                           |         |                   |                  |                    |                      |                                                         |

Dit overzicht is mogelijk incompleet; u kunt helpen door het uit te breiden.